# Кроковский (герб)
Кроковский (пол. Krokowski) — польский дворянский герб.
Владельцы этого герба, Кроковские, происходят от князей Померанских, владевших в XIII веке Кроковым, близ Данцига.

## Описание
В красном поле чёрный охотничий рог на двух птичьих ногах; концы его соединяет шнур, связанный наподобие 8. На шлеме две сложенные руки .

## Герб используют
2 родаKrockow, Krokowski